# Домостроительный Завод
Домострои́тельный Заво́д — посёлок сельского типа в Солнечном районе Хабаровского края. Входит в состав Хурмулинского сельского поселения.

## Население
| 1992 | 2002 | 2010 | 2011 | 2012 | 2021 |
| ---- | ---- | ---- | ---- | ---- | ---- |
| 1100 | ↘566 | ↘503 | ↘502 | ↗509 | ↘242 |

## Улицы
| - ул. Заводская, - ул. Клубная, - пер. Крестьянский, - ул. Лесная, | - ул. Новая, - пер. Новый, - ул. Спортивная, - ул. Тимофеева. |